# Meowth
Meowth (japanski: Nyasu) jedan je od 1025 fiktivnih vrsta Pokémona iz medijske franšize Pokémon, skupa Pokémon videoigara, animiranih serija, manga stripova, knjiga, igraćih karata i drugih medija kojima je tvorac Satoshi Tajiri. Svrha je Meowtha u videoigrama, animiranoj seriji i manga stripovima, kao i svrha ostalih Pokémona, borba s divljim Pokémonima – neukroćenim stvorenjima koje igrači i likovi pronalaze dok kreću na razne avanture – i pripitomljenim Pokémonima drugih Pokémon trenera.
Meowth je osmišljen na temelju Tađirijeve mačke.

## Opis
Meowth je Pokemon koji nalikuje na mačku te je također njezine veličine. Ima uočljive "brkove", crne uši te smeđa stopala i dio repa. Između muškog i ženskog Meowtha nema nikakve tjelesne razlike.
Obično živi u gradovima, ali katkad se može naći u blizini plaža.
Meowthovo ime vjerojatno dolazi od riječi "meow", zvuk koji proizvode mačke, vjerojatno u kombinaciji s riječi "mouth" (usta). Ova teorija je potvrđena u anime-u; kada Meowth kaže nešto nepristojno ili demoralizirajuće Timu Raketa, Jessie obično zadrekne "Shut your big Meowth!" (Začepi svoja velika usta!).

## U animiranoj seriji
Meowth je član Tima Raketa koji se pojavljivljuje u skoro svakoj epizodi, uključujući i filmove, te je kao takav, uz Pikachua glavni pokemon lik. On ne pripada ni Jessie ni Jamesu, a zna pričati zbog Meowzie, jednog Meowtha u koju se ovaj Meowth zaljubio, no ona nije znala što Meowth govori, pa je Meowth naučio ljudski jezik kako bi se mogao sporazumijevati s njom. 

## U videoigrama
Meowth u Persiana evoluira na 25. razini.